# Aigua hexagonal
L'aigua hexagonal, també coneguda com a aigua de gel o, més sovint, aigua estructurada, és un terme utilitzat en estafes de màrqueting que reivindica la capacitat de crear una determinada configuració d'aigua que sigui millor per al cos. El terme "aigua hexagonal" es refereix a un grup de molècules d'aigua que formen una forma hexagonal que suposadament millora l'absorció de nutrients, elimina els residus metabòlics i millora la comunicació cel·lular, entre altres coses. Similar a l'engany del monòxid d'hidrogen, l'estafa aprofita el coneixement limitat del consumidor sobre química, física i fisiologia. L'aigua de gel fa referència a la versió de l'engany en què es diu que les plantes o la fàscia animal creen o contenen una "quarta fase" d'aigua amb un hidrogen addicional i un oxigen addicional, malgrat la simple realitat que aquest compost no és ni aigua, ni estable, és a dir, no existeix en cap sentit pràctic.

## Incompatibilitats amb la ciència
El concepte d'aigua hexagonal xoca amb diverses idees científiques establertes. Tot i que els cúmuls d'aigua s'han observat experimentalment, tenen una vida útil molt curta: els enllaços d'hidrogen es trenquen i es reformen contínuament a escales de temps inferiors a 200 femtosegons. Això contradiu l'afirmació del model d'aigua hexagonal que l'estructura particular de l'aigua consumida és la mateixa que utilitza el cos. De la mateixa manera, el model d'aigua hexagonal afirma que aquesta estructura particular de l'aigua "ressona amb les vibracions energètiques del cos per amplificar la força vital". Tot i que les molècules d'aigua absorbeixen fortament l'energia en el rang infraroig de l'espectre electromagnètic, no hi ha evidència científica que recolzi la teoria que els polímers d'aigua en forma d'hexàgon es crearien mitjançant el bombardeig d'energia d'aquestes freqüències.
Els defensors del model d'aigua hexagonal afirmen que les diferències mesurables entre els productes "d'aigua hexagonal" disponibles comercialment i l'aigua de l'aixeta sota 17O en l'espectroscòpia de ressonància magnètica nuclear indiquen les propietats especials de l'aigua hexagonal. Tanmateix, aquesta tècnica no mostra diferències significatives entre la suposada "aigua hexagonal", l'aigua ultrapura i l'orina humana. L'observació experimental dels cúmuls d'aigua requereix eines espectroscòpiques com l'espectroscòpia de túnel de rotació-vibració (VRT) d'infrarojos llunyans (FIR) (una tècnica d'espectroscòpia d'infrarojos).